# Habronyx elegans
Habronyx elegans är en stekelart som först beskrevs av Shestakov 1923.  Habronyx elegans ingår i släktet Habronyx, och familjen brokparasitsteklar. Inga underarter finns listade.